# Sites mégalithiques du Haut-Rhin
Cet article présente la liste des sites mégalithiques du Haut-Rhin, en France.

## Inventaire
| Monument                            | Type                       | Remarque         | Localisation   | Coordonnées                      | Illustration            |
| ----------------------------------- | -------------------------- | ---------------- | -------------- | -------------------------------- | ----------------------- |
| Alignements d'Appenthal             | Alignements                |                  | Guebwiller     | 47° 55′ 24″ nord, 7° 12′ 20″ est | Image manquante         |
| Menhir de Heidenbuckel              | Menhir                     |                  | Guebwiller     | 47° 53′ 34″ nord, 7° 12′ 18″ est | Image manquante         |
| Pierre à cupules du mont Chaumont   | Pierre à cupules           |                  | Lièpvre        | 48° 16′ 59″ nord, 7° 17′ 20″ est | Image manquante         |
| Pierre du Diable                    | Site mégalithique          |                  | Pfaffenheim    | à géolocaliser                   | Image manquante         |
| Table des Druides                   | Site mégalithique          |                  | Pfaffenheim    | 47° 59′ 34″ nord, 7° 16′ 02″ est | Image manquante         |
| Puppelestein                        | Site mégalithique          |                  | Rimbachzell    | 47° 54′ 19″ nord, 7° 10′ 27″ est | Image manquante         |
| Tumulus de Rixheim                  | Tumulus                    |                  | Rixheim        | 47° 43′ 14″ nord, 7° 22′ 11″ est | Image manquante         |
| Langenstein                         | Menhir                     | Classé MH (1938) | Soultzmatt     | 47° 57′ 27″ nord, 7° 13′ 15″ est | Langenstein, Soultzmatt |
| Pierre à cupules du rocher du Géant | Pierre à cupules           |                  | Thannenkirch   | 48° 14′ 15″ nord, 7° 16′ 40″ est | Image manquante         |
| Klingelstein                        | Pierre qui sonne (légende) |                  | Vieux-Ferrette | 47° 29′ 48″ nord, 7° 17′ 51″ est | Image manquante         |
| Buerenfels                          | Menhir                     |                  | Steinsoultz    | 47° 33′ 44″ nord, 7° 20′ 12″ est | Image manquante         |